# Olympische Winterspiele 2006/Teilnehmer (Tschechien)
| Gelbes Symbol für Goldmedaillen mit stilisierten Olympischen Ringen | Graues Symbol für Silbermedaillen mit stilisierten Olympischen Ringen | Braundes Symbol für Bronzemedaillen mit stilisierten Olympischen Ringen |
| ------------------------------------------------------------------- | --------------------------------------------------------------------- | ----------------------------------------------------------------------- |
| 1                                                                   | 2                                                                     | 1                                                                       |

Tschechien nahm an den Olympischen Winterspielen 2006 im italienischen Turin mit einer Delegation von 87 Athleten teil.

## Flaggenträger
Die Eisschnellläuferin Martina Sáblíková trug die Flagge Tschechiens während der Eröffnungsfeier, bei der Schlussfeier wurde sie von der Skilangläuferin Kateřina Neumannová getragen.

## Teilnehmer nach Sportarten

### Biathlon
| Männer - Roman Dostál - Tomáš Holubec - Ondřej Moravec - Michal Šlesingr - Zdeněk Vítek | Frauen - Irena Česneková - Lenka Faltusová - Kateřina Holubcová - Magda Rezlerová - Zdeňka Vejnarová |

### Bob
- Martin Bohman
- Ivo Danilevič
- Roman Gomola
- Jan Kobián
- Radek Řechka
- Miloš Veselý

### Eishockey
- Trainer: Alois Hadamczik
- Torhüter: Dominik Hašek, Milan Hnilička, Tomáš Vokoun
- Verteidiger: Tomáš Kaberle, Pavel Kubina, Marek Malík, Jaroslav Špaček, Marek Židlický
- Stürmer: Jan Bulis, Petr Čajánek, Martin Erat, Milan Hejduk, Aleš Hemský, Jaromír Jágr, Robert Lang, Rostislav Olesz, Václav Prospal, Petr Průcha, Martin Ručínský, Martin Straka, David Výborný, Patrik Eliáš

### Eiskunstlauf
- Tomáš Verner

### Eisschnelllauf
- Martina Sáblíková

### Freestyle
- Aleš Valenta
- Nikola Sudová
Buckelpiste: 6. Platz; 23,58 Punkte im Finale
- Šárka Sudová

### Rennrodeln
- Antonín Brož
- Lukáš Brož
- Jakub Hyman
- Markéta Jeriová

### Shorttrack
- Kateřina Novotná

### Ski Alpin
- Ondřej Bank
Abfahrt, Männer: ausgeschieden
Alpine Kombination, Männer: 6. Platz – 3:11,00 min
- Lucie Hrstková
- Kryštof Krýzl
Alpine Kombination, Männer: 20. Platz – 3:14,18 min
- Eva Kurfürstová
- Michaela Smutná
- Filip Trejbal
Alpine Kombination, Männer: ausgeschieden in der Abfahrt
- Martin Vráblík
Alpine Kombination, Männer: 12. Platz – 3:12,41 min
- Petr Záhrobský
Super-G, Männer: 32. Platz – 1:33,70 min
Abfahrt, Männer: 34. Platz – 1:52,90 min
- Šárka Záhrobská
- Borek Zakouřil
Abfahrt, Männer: 36. Platz – 1:54,07 min
- Petra Zakouřilová

### Ski Nordisch

#### Skilanglauf
| Athlet                                                              | Wettbewerb           | Rang   |
| ------------------------------------------------------------------- | -------------------- | ------ |
| Frauen                                                              |                      |        |
| Eva Nývltová                                                        | Sprint Freistil      | 50     |
| Eva Nývltová                                                        | 10 km klassisch      | 45     |
| Kateřina Neumannová                                                 | 10 km Klassisch      | 5      |
| Kateřina Neumannová                                                 | 30 km Freistil       | Gold   |
| Kateřina Neumannová                                                 | 15 km Skiathlon      | Silber |
| Kamila Rajdlová                                                     | 10 km Klassisch      | 32     |
| Kamila Rajdlová                                                     | 30 km Freistil       | 31     |
| Ivana Janečková                                                     | 10 km Klassisch      | 27     |
| Ivana Janečková                                                     | 15 km Skiathlon      | 23     |
| Helena Erbenová                                                     | 30 km Freistil       | 39     |
| Helena Erbenová                                                     | 15 km Skiathlon      | 29     |
| Helena Erbenová Kamila Rajdlová                                     | Teamsprint klassisch | 12     |
| Helena Erbenová Kamila Rajdlová Ivana Janečková Kateřina Neumannová | 4 × 5 km Staffel     | 12     |
| Männer                                                              |                      |        |
| Martin Koukal                                                       | Sprint Freistil      | 15     |
| Martin Koukal                                                       | 50 km Freistil       | 7      |
| Martin Koukal                                                       | 30 km Skiathlon      | 21     |
| Dušan Kožíšek                                                       | Sprint Freistil      | 22     |
| Lukáš Bauer                                                         | 15 km Klassisch      | Silber |
| Lukáš Bauer                                                         | 50 km Freistil       | 16     |
| Lukáš Bauer                                                         | 30 km Skiathlon      | 10     |
| Petr Michl                                                          | 15 km Klassisch      | 58     |
| Jiří Magál                                                          | 50 km Freistil       | 8      |
| Jiří Magál                                                          | 30 km Skiathlon      | 14     |
| Milan Šperl                                                         | 50 km Freistil       | 27     |
| Milan Šperl                                                         | 30 km Skiathlon      | 35     |
| Dušan Kožíšek Martin Koukal                                         | Teamsprint klassisch | 10     |
| Martin Koukal Lukáš Bauer Jiří Magál Dušan Kožíšek                  | 4 × 10 km Staffel    | 9      |

#### Skispringen
| Athlet         |
| -------------- |
| Antonín Hájek  |
| Jakub Janda    |
| Jan Matura     |
| Jan Mazoch     |
| Borek Sedlák   |
| Ondřej Vaculík |

#### Nordische Kombination
| Athlet          |
| --------------- |
| Patric Chlum    |
| Pavel Churavý   |
| Ladislav Rygl   |
| Tomáš Slavík    |
| Aleš Vodseďálek |

### Snowboard
- Martin Černík
- Petra Elsterová
- Michal Novotný